# Ralph J. Canine
Ralph Julian Canine, né en 1895 et mort en 1969, est un lieutenant général américain ayant été le premier directeur de la National Security Agency (NSA).

## Biographie
Ralph Canine, né en 1895 à Flora dans l'Indiana, est l'un des deux enfants d'un directeur d'école de l'Indiana. Voulant devenir docteur, Canine suivit des études de médecine à l'université Northwestern lorsque la Première Guerre mondiale l'a propulsé second lieutenant de l'United States Army. Il abandonna finalement l'idée de devenir médecin pour rester dans l'armée, occupant ainsi différents postes pendant l'entre-deux-guerres jusqu'à devenir, durant la Seconde Guerre mondiale, chef d'état major du XII Corps, qui était placé sous le commandement de 3e armée du général Patton.
En 1951, la nomination de Canine à la tête de l'Armed Forces Security Agency (AFSA), une organisation qui devait centraliser les services de cryptologie, a été une surprise notamment du fait qu'il n'avait quasiment aucune expérience du renseignement, sans compter que Canine avait expliqué qu'il aurait préféré pouvoir prendre sa retraite au lieu d'être nommé à la tête de l'agence. Finalement, Canine est resté directeur de l'AFSA jusqu'à son remplacement par la National Security Agency en 1952 dont il sera le premier directeur. Voulant à tout prix coordonner et harmoniser les différents services de cryptologie, Canine réussit à les centraliser dans une même agence, jusqu'à se faire parfois qualifier de « Grand Unificateur ». Il a dans le même temps institué un programme de paiement des frais de scolarité afin d'encourager les employés à aller étudier dans les institutions militaires, augmenté les effectifs  tout en projetant de déménager la toute nouvelle NSA dans de nouveaux locaux. Il prend sa retraite en 1956 après 40 ans de service dans l'armée. En reconnaissance de son action à la tête de la NSA, Canine a participé à l'inauguration du nouveau quartier-général de Fort Meade en 1963 même s'il n'occupait plus le poste de directeur de l'agence. Il meurt en 1969 d'une embolie pulmonaire.

## Décorations
- Army Distinguished Service Medal reçue pour son action durant la Seconde Guerre mondiale.
- Silver Star reçue pour son action durant la Seconde Guerre mondiale.
- Army Distinguished Service Medal reçue pour son action en tant que directeur de l'AFSA puis de la NSA
- Legion of Merit[3].